# Vùng đô thị phức hợp Dallas–Fort Worth
Vùng thống kê đô thị Dallas-Fort Worth-Arlington (tiếng Anh: Dallas–Fort Worth–Arlington Metropolitan Statistical Area) là tên chính thức được Cục Điều tra Dân số Hoa Kỳ ấn định tính đến năm 2003, bao gồm 12 quận nằm trong tiểu bang Texas. Vùng này được chia thành hai phân vùng đô thị rõ rệt: Dallas–Plano–Irving và Fort Worth–Arlington. Cư dân trong vùng thường gọi nó không chính thức là Dallas/Fort Worth Metroplex (Metroplex có nghĩa là vùng đô thị phức hợp), DFW, hay The Metroplex. Nó là trung tâm văn hóa và kinh tế nói chung của toàn vùng Bắc Texas hay Trung Bắc Texas và là vùng đô thị không giáp biển lớn nhất tại Hoa Kỳ.
Dân số chính thức năm 2010 của Vùng đô thị phức hợp Dallas–Fort Worth theo Cục Điều tra Dân số Hoa Kỳ là 6.371.773 người, được xem là vùng đô thị lớn nhất tại miền Nam Hoa Kỳ. Trong khoảng thời gian 12 tháng từ tháng 7 năm 2008 đến tháng 7 năm 2009, Vùng đô thị Dallas-Fort Worth-Arlington nhận thên đến 146.530 cư dân mới, hơn hẳn bất cứ vùng đô thị nào khác của Hoa Kỳ. Dân số của vùng đã gia tăng khoảng 1 triệu người từ lần điều tra dân số năm 2000. Vùng đô thị Dallas–Fort Worth–Arlington là vùng đô thị lớn nhất tại tiểu bang Texas tính theo dân số, lớn nhất tại miền Nam Hoa Kỳ, lớn thứ tư tại Hoa Kỳ, và lớn thứ mười tại châu Mỹ. Vùng đô thị phức hợp này bao trùm một tổng diện tích khoảng 9.286 dặm vuông Anh (24.100 km2): 8.991 dặm vuông Anh (23.290 km2) là mặt đất và 295 dặm vuông Anh (760 km2) là mặt nước, như vậy nó có diện tích lớn hơn tiểu bang Rhode Island và Connecticut nhập lại. Nó cũng đứng hạng sáu về tổng sản phẩm đô thị (GMP) tại Hoa Kỳ, và đứng hạng mười về tổng sản phẩm đô thị trên thế giới.